# Veronica schmakovii
Veronica schmakovii är en grobladsväxtart som beskrevs av Kosachev. Veronica schmakovii ingår i släktet veronikor, och familjen grobladsväxter. Inga underarter finns listade i Catalogue of Life.